# Civis Mundi
Civis Mundi (lat. = Weltbürger) ist eine Zeitschrift in den Niederlanden. Ihr  Untertitel lautet Tijdschrift voor Politieke Filosofie en Kultuur (niederl. = Zeitschrift für politische Philosophie und Kultur). Sie wurde durch den Juristen und Publizisten Wim Couwenberg gegründet, dies auf Bitte von Cees van den Heuvel, dem Vorsitzenden des Oost-West Instituut – Stichting Nederlands Instituut voor Studie van en Informatie over Oost-West Betrekkingen (niederl. = Ost-West-Institut – Niederländische Studien- und Informationsstiftung für Ost-West-Beziehungen). Von 1962 bis 1970 wurde sie vom Oost-West Instituut unter dem Titel Oost-West herausgegeben. Seit 1971 wird sie unter dem aktuellen Titel Civis Mundi durch die Stichting Oost-West (= Stiftung Ost-West). Es erschien seinerzeit bis 2009 viermal im Jahr als Printversion. Seit 2010 erscheint sie digitalisiert und nur noch über Internet  und E-Mail für die Öffentlichkeit zugänglich. Der Chefredakteur ist Wim Couwenberg, emeritierter Hochschullehrer für Staats- und Verwaltungsrecht. Zu den regelmäßigen Redakteuren gehören Michel van Hulten, Hans Feddema und Piet Ransijn.
Die Stichting Civis Mundi gibt daneben Jahrbücher heraus, organisiert Tagungen und finanziert zwei Stiftungsprofessuren an der Erasmus Universiteit Rotterdam:
- Lehrstuhl Filosofie van cultuur, politiek en religie (= Philosophie von Kultur, Politik und Religion), seit 2008, besetzt mit Marli Huijer,[1]
- Lehrstuhl Filosofie van de Geneeskunde en de maakbaarheid van de mens (Philosophie der Heilkunde und der Machbarkeit des Menschen), seit 2011, besetzt mit Maartje Schermer.[2]

Anlässlich der Präsentation des Jahrbuches MMXIV empfing Couwenberg am 15. Januar 2015 die Auszeichnung Desiderius der Erasmus Universiteit Rotterdam aufgrund seiner Beiträge zur öffentlichen Diskussion und Meinungsbildung in den Niederlanden im abgelaufenen halben Jahrhundert.